# Ex quo singulari
Mit der Bulle Ex quo singulari vom 11. Juli 1742 bekräftigte Papst Benedikt XIV. das Verbot bestimmter einheimischer Riten im Kaiserreich China sowie hinduistischer Riten in Indien.

## Einheimische Riten
Die missionierenden Jesuiten folgten in Asien, speziell jedoch in China, in ihrer Missionsarbeit der Akkommodationsmethode, d. h. einer weitgehenden Anpassung an die Landessitten und Riten. Sie unterstützten u. a. die Meinung, dass die zum Christentum bekehrten Chinesen ihre tradierten Riten und Formen beibehalten sollten. In China betraf dies vor allem Riten in der Konfuzius- und Ahnenverehrung. 

„Die Jesuiten duldeten, wenigstens vorläufig, die Verehrung des Weisen und Staatsmannes Konfuzius und der Ahnen als bürgerlich-politische Sitte. Man verwendete als Gottesnamen die chinesischen Bezeichnungen Tien (Himmel) und Schangti (höchster Herr, Kaiser), unterließ gewisse Zeremonien bei der Taufe und der letzten Ölung usw.“

Das gleiche Recht sollte auch für die indischen Missionsgebiete gelten, bei denen die indischen Gebräuche an die katholischen Riten angeglichen und die indische Schrift in der Kirche angewandt wurde.

## Akkommodations- bzw. Ritenstreit
Diese Position wurde jedoch nicht von allen Jesuiten geteilt und traf auch bei Missionaren aus dem Franziskaner- und Dominikanerorden auf Widerspruch. Die römische Haltung im so entstehenden Akkommodations- oder Ritenstreit neigte mal der einen, mal der anderen Position, pendelte sich aber schließlich auf eine Ablehnung der Riten ein, was die Jesuiten in China nicht darin hinderte, an ihrer bisherigen Praxis festzuhalten, bis Papst Benedikt in seiner Bulle ihre Unterwerfung durchsetzte und damit den Streit beendete. Er forderte die Einhaltung der traditionellen römischen Diktionen, wozu beispielsweise gehörte, dass die Benennung „Gott“ nicht mit der Wortwahl „Himmel“ oder „oberster Herrscher“ gleichzusetzen sei. Alle Missionare, die in die fernöstlichen Missionsgebiete entsandt wurden, mussten einen Eid leisten, in dem sie sich zur Einhaltung dieser Regeln bekannten. Damit war die Akkommodationsmethode untersagt.

## Verbot des Christentums in China
Die in den Jahren 1693, 1704 und 1715 ausgesprochenen Anweisungen und das Verbot der chinesischen Riten veranlassten Kaiser Yongzheng bereits 1724, das Christentum zu verbieten. Auch sein Sohn und Nachfolger Qianlong stand der Missionsarbeit ablehnend gegenüber. Damit war die Missionsarbeit der Jesuiten gescheitert.

## Weitere Entwicklung
Die in der Bulle erlassenen päpstlichen Verbote wurden erst 1939 (für China) bzw. 1940 (für Indien) aufgehoben. Infolge einer erneuerten Theologie auf dem Zweiten Vatikanischen Konzil hat sich ab den 1970er Jahren unter dem Stichwort Inkulturation eine neue Auffassung über das Verhältnis des christlichen Glaubens zu den verschiedenen Kulturen durchgesetzt, die vielfach an den Versuchen der China-Missionare aus dem 17. Jahrhundert anknüpft.